# Маровоір

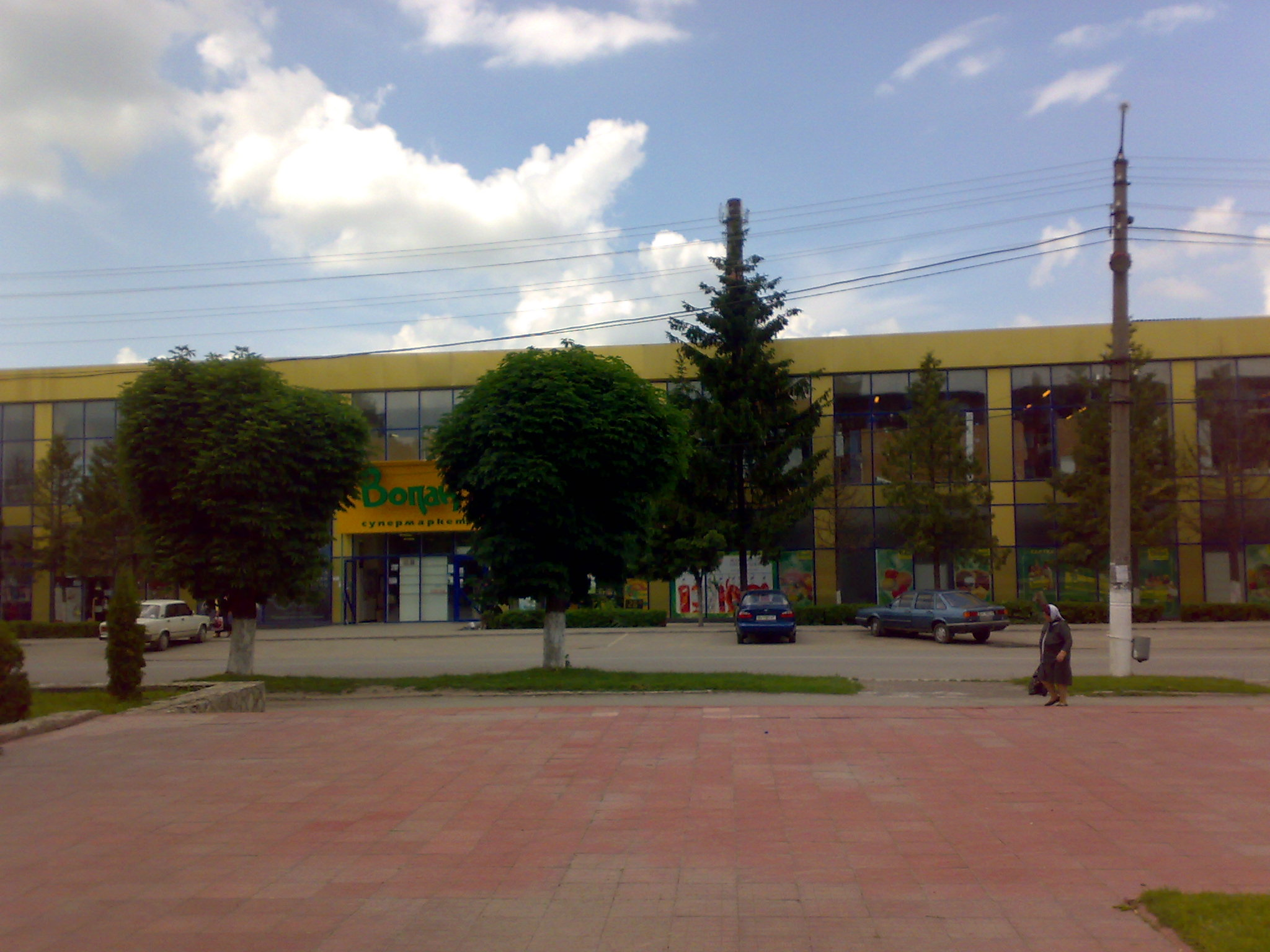
В приміщені колишньої Дуєнаєвецької суконної фабрики окрім ТОВ «Маровоір» розташовані численні торговельні центри

ТОВ «Маровоір» (раніше Дунаєвецька суконна фабрика) — підприємство в місті Дунаївці Хмельницької області, утворене на базі державної суконної фабрики, заснованій у 1829 році вихідцями зі Східної Пруссії та місцевим поміщиком-українцем. Фабрика розташована на головній вулиці міста — вул. Шевченка, 59. Зараз на більшості колишніх виробничих площ приміщення Дунаєвецької суконної фабрики розташовані численні торговельні центри, окрім самого виробництва ТОВ «Маровоір».

## Загальна інформація
Адреса: 32400, Україна, Хмельницька область, м. Дунаївці, вул. Шевченка, 59.
Власник підприємства: Важа Мампорія, заступник директора Неоніла Степанова, начальник лабораторії і художньої майстерні Світлана Зоріна.

## Історія та сьогодення підприємства
У 1929 році відбулось об'єднання текстильних виробництв міста у підприємство під назвою «Дунаєвецька суконна фабрика». Тоді ж ліквідовано трест «Дунсукно».
З часу свого заснування фабрика постійно розбудовувалася, приєднуючи до себе нові земельні ділянки, споруди, будівлі. Наприкінці 1970 — початку 1980-х років Дунаєвецька суконна фабрика ім. Леніна виробляла дві третини промислової продукції всього Дунаєвецького району, а на підприємстві працювало понад 2 тисячі працівників. На базі підприємства було створене професійно-технічне училище.
Фабрика складалася з трьох основних виробництв: апаратно-прядильного, ткацького та обробного. Інфраструктура підприємства мала у своєму складі також котельню, очисні споруди, мережу кабелів електричного живлення та трансформатори. Для підсобного господарства на балансі підприємства перебувало 30 га орної землі.
Підприємство було довгий час обличчям міста, поки за часів незалежності України не перестало існувати, при цьому двохтисячний колектив Дунаєвецької суконної фабрики став безробітним. Останнім директором підприємства був Петровський Станіслав Сігізмундович.
Після закриття Дунаєвецької суконної фабрики була проведена її реорганізація, внаслідок якої вона отримала нову назву ТОВ «Маровоір» та нового власника Важу Мампорію. Хоча і з колишнього великого двотисячного колективу на підприємстві зараз працює всього близько 50 осіб.

## Виробництво, асортимент та споживачі
Після реорганізації Дунаєвецької суконної фабрики наступнику (ТОВ «Маровоір») вдалося зберегти майже все обладнання попередника та планується запуск транспортабельної газової котельні, що дозволить економити енергоресурси. Зараз задіяні три цехи — прядильний, ткацький та обробний. В розпорядженні підприємства німецький клубомотальний автомат, яких в Україні лише два (другий — в Чернігові). Загальна потужність підприємства становить 2300 тисячі погонних метрів (3300 тисячі м² готових тканин) в рік. Якість продукції контролюється в спеціальній лабораторії.
Постійно вдосконалюються та вводяться нові технології для розширення асортименту. Наразі підприємство випускає близько 50 різних видів продукції. Продуктами швейного виробництва є матраци, подушки, стібані ковдри (вовняні та напіввовняні). Хоча ТОВ «Маровоір» займається і роздрібною торгівлею поряд з гуртовою, специфікою підприємства є те, що в основному продукцію закуповують бюджетні установи (лікарні, будинки відпочинку, Укрзалізниця, дитячі табори та дитячі садки). Іншою продукцією є також шерстяні та напівшерстяні пальтові та костюмні тканини, а також взуттєві, суконні та гобеленові тканини, тканини для спецодягу з кислотостійким та вогнестійким просоченням, пряжа для в'язання в мотках.